# DeWind
DeWind is een internationaal actieve fabrikant van windturbines afkomstig uit Duitsland. Het bedrijf is in 1995 opgericht en is gevestigd in Lübeck. Sinds zomer 2006 is het een volle dochter van de Composite Technology Corp., producten van hoogspanningskabels uit Irvine (Californië). Directeur is Dhr. J. Kubitza.
Wereldwijd zijn er meer dan 500 DeWind turbines met een totale productiecapaciteit van meer dan 500 MW.

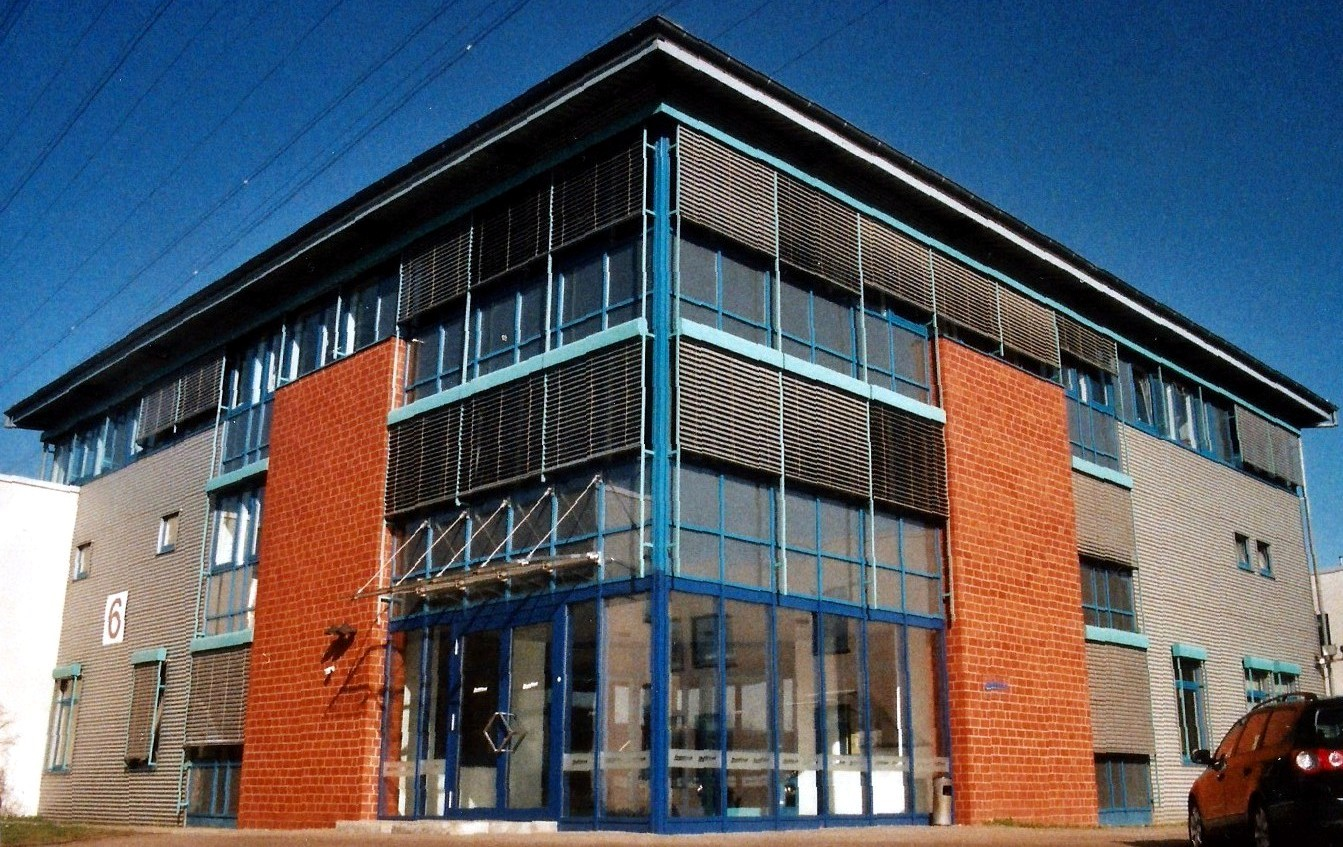
Büro Hoofdkantoor in Lübeck voordat het werd achtergelaten in juli 2014 naar Hamburg
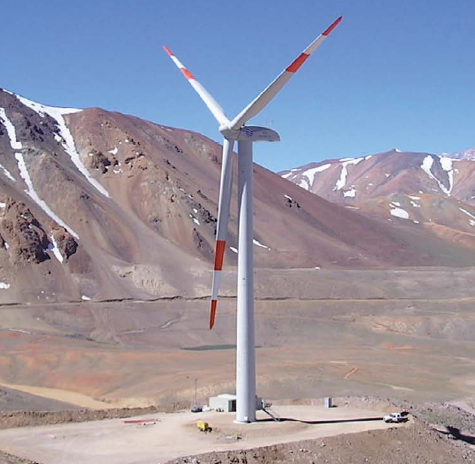
Windturbine van DeWind

Het bedrijf is sinds 2015 in liquidatie een in het Duitse handelsregister worden gewist in juli 2016.